# Gallinal
Gallinal est une ville de l'Uruguay située dans le département de Paysandú. Sa population est de 655 habitants.

## Population
| Année | Population |
| ----- | ---------- |
| 1963  | -          |
| 1975  | -          |
| 1985  | -          |
| 1996  | 472        |
| 2004  | 655        |

Référence,: